# サカイ引越センター
株式会社サカイ引越センター（サカイひっこしセンター、英: Sakai Moving Service Co., Ltd.）は、大阪府堺市堺区に本社を置く日本の引越運輸会社。引越のサカイ（ひっこしのサカイ）の通称・愛称で知られる。JPX日経中小型株指数の構成銘柄の一つ。

## 概要

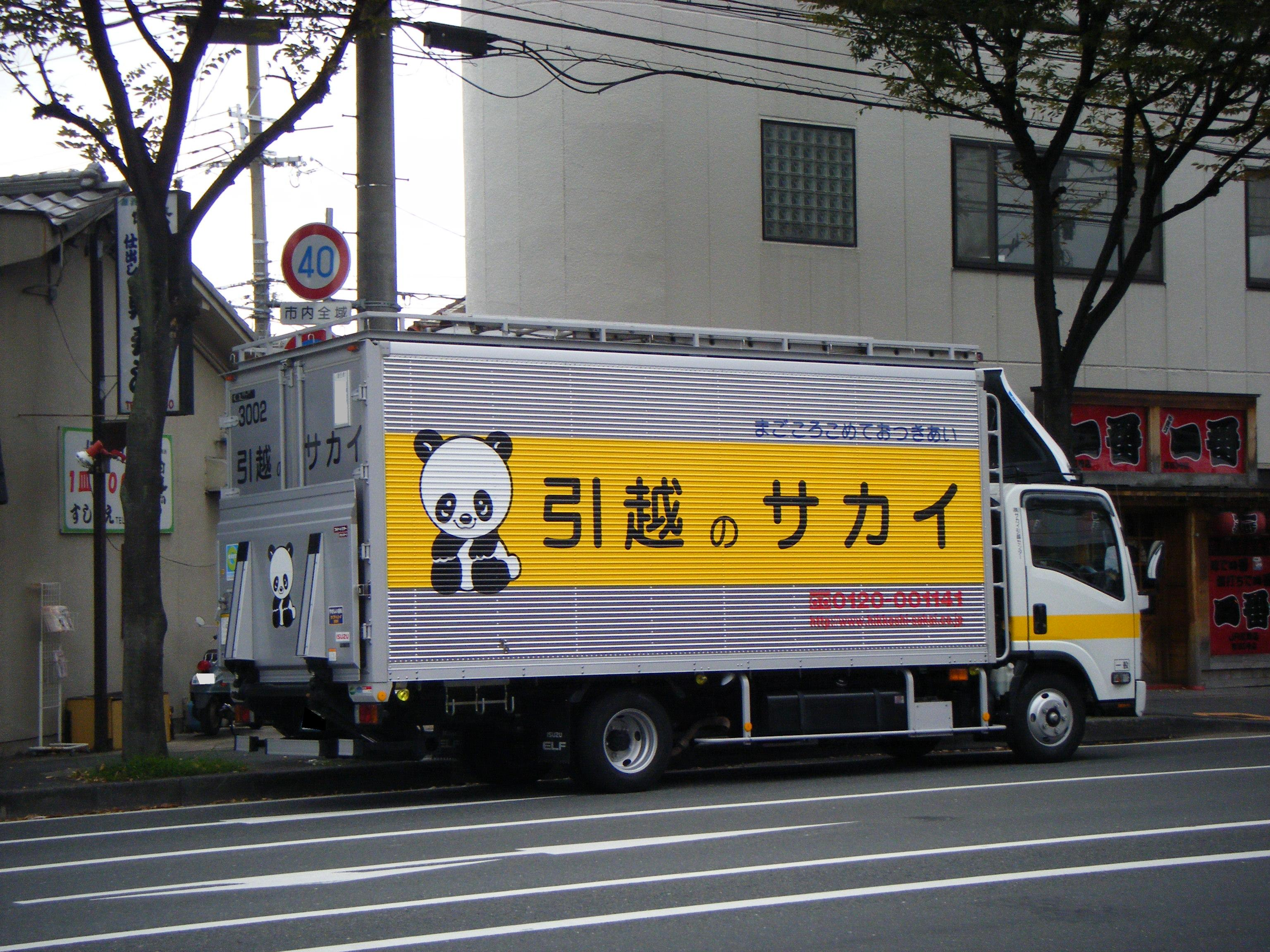
サカイ引越センターのトラック

設立当初は大阪府など近畿地方中心だったが、現在は北海道から沖縄県まで日本全国に営業拠点を置いている。また、安全面ではドライブレコーダーをいち早く導入している。2013年度には作業件数だけでなく、売上高でも初めて引越業界第一位を達成した。
創業時の1971年に東京都恩賜上野動物園に来日し、社会現象を巻き起こしたジャイアントパンダのカンカンとランランが契機となり、シンボルマークとして、パンダのキャラクターを使用している。

## CM
1989年からテレビCMキャラクターに徳井優（一時期は華ゆり（フラワーショウのメンバー）と共演）を起用し、「勉強しまっせ引越のサカイ」や「サカイ、安い、仕事キッチリ」、行政処分を受けた際にはそれを逆手に取った「いちから勉強やり直し」などのテレビCMも話題を集めた。1993年放送の「べんきょうしまっせ（エレベーター）篇」はフジサンケイグループ広告大賞を、1994年の「サカイ・デ・アミーゴーズ（お風呂屋さん）篇」は全日本シーエム放送連盟CM FESTIVAL 地域CM部門を、1998年の「仕事キッチリ（日本舞踊）篇」は同 CM FESTIVAL 銅賞を受賞している。なお、「勉強しまっせ引越のサカイ」のCMソングはラップバージョンが「引越のサカイ」のタイトル、トクイユウ&DJサカイのアーティスト名でCDシングルが発売されている。
2005年からは今までのコミカルなCMを一新する。当時では、引越し業界初の研修棟を使用したCMをするなど「マイスタークオリティ」という技術面をアピールしている。なお、それに伴って徳井は降板となった。
2011年のテレビCMは若手ドライバーと営業マンの活躍をドキュメンタリー仕立てに描いた内容のものになっている。CMソングはワライナキが歌った『Story』。
2013年、植村花菜の『新しい世界』（アルバム『Steps』収録）が使われており、引越しをする人の家族と引越スタッフの交流をドラマ仕立てで描いている。
2014年12月から松尾優の『君が大人になって』がCMソングに用いられた。
2018年には福本莉子、2019年11月からは「まごころパンダシリーズ」が開始され等身大のまごころパンダ、板橋駿谷、桃月なしこをテレビCMに起用している。その後2020年からは板橋、桃月に加えて徳井が15年ぶりにCMに起用されており、2021年からは「仕事キッチリ」の言葉も23年ぶりに登場している。
2022年1月、同月から2021年6月に上野動物園で誕生したジャイアントパンダのシャオシャオとレイレイをCMキャラクターに起用すると発表した。2022年1月8日から毎週土曜19時台に放送している日本テレビ系列の番組（『I LOVE みんなのどうぶつ園』枠）にて放送している。そのため、徳井は再び降板している。
2025年1月から、6年ぶりとなる新CMシリーズ「私の引越日記」を放送開始（全6話）。同シリーズには平川結月を起用している。

## 沿革
- 1971年11月 - 創業者である田島憲一郎・治子夫妻が、父親（田島新一郎）の経営する新海商運株式会社の堺営業所を開設。
- 1979年9月 - 貨物自動車取扱業を目的として、当社の直接の前身となる株式会社アーイ引越センター設立。
- 1981年5月 - 商号を「株式会社堺引越センター」に変更。
- 1982年4月 - 八洲運送株式会社（現・サカイ引越センター、形式上の存続会社）の株式を取得し子会社とする。
- 1984年4月 - アンケートハガキを利用したCS活動の開始。
- 1989年
  - 4月 - 法人課を設置し企業法人向けの営業活動を本格的に開始。
  - 4月 - 初CMキャラクターに徳井優を起用。
- 1990年10月 - 八洲運送株式会社を形式上の存続会社として、株式会社堺引越センターを合併（逆さ合併）。八洲運送株式会社は合併後、「株式会社サカイ引越センター」に商号変更。
- 1996年
  - 9月 - ホームページを開設し、インターネットによる見積受付を開始。
  - 10月30日 - 大阪証券取引所市場第二部へ上場（引越専業業者としては初の株式公開）。
- 1997年10月 - 株式会社新世紀サービス（非連結子会社）を設立。
- 1998年
  - 11月 - 横浜市鶴見区に関東本部（現・東日本本部）を設置。
  - 11月 - 本社・大阪支社にてISO9001を認証取得。
- 1999年
  - 9月 - 本社・大阪支社にてISO14001を認証取得。
  - 9月 - 名古屋市名東区に中部本部（現・中部東海本部）を設置。
- 2003年
  - 3月 - 「キッチリサカイの大百貨」を創刊し通信販売を開始。
  - 5月 - 大阪府堺市に西日本本部を設置。
  - 7月 - 大阪支社に回収した処分品を扱うリサイクルの店を設置。
- 2004年
  - 8月 - 耐震グッズの販売開始。
  - 10月 - 本社研修センターを設置。
- 2006年3月 - 東京証券取引所市場第二部へ上場。
- 2007年3月 - 東京証券取引所、大阪証券取引所市場第一部指定替え。
- 2010年
  - 3月 - Pontaプログラム提携開始。
  - 7月 - 株式会社エレコン（非連結子会社）を子会社化。
- 2011年
  - 5月 - 代表者交代。
  - 7月 - 海外事業部を開設。
- 2012年6月 - フランスのNippon Euromovers SARLを子会社化。
- 2013年
  - 1月 - らくらくCコースサービス開始。
  - 8月 - 引越アンケートWEBシステムサービス開始。
  - 10月 - 創業者兼初代社長・田島治子死去。
- 2015年7月 - 小口引越をメインとするパンダロジスティックスサービスを開始。
- 2016年4月 - 株式会社SDホールディングス（連結子会社）を子会社化。
- 2017年12月 - 株式会社キッズドリーム（非連結子会社）を子会社化
- 2018年8月 - 初代会長・田島憲一郎死去。
- 2021年
  - 4月 - 内閣府と災害応急対策に関する協定を締結。
  - 4月 - 株式会社クリーン・システム(連結子会社)を子会社化
  - 5月 - サカイ引越センター労働組合を結成。
  - 7月 - Relo Transeuro Limitedを子会社化
  - 7月 - Relo Transeuro LimitedをSakai Transeuro Ltd.に商号変更
- 2022年
  - 1月 - 株式会社サカイパンダロジ（非連結子会社）を設立
- 2024年
  - 7月 - 10月17日が「サカイのまごころの日」に認定・登録される[8]

## 不祥事
- 同社奈良支社と奈良南支社が2013年4月から2018年4月にかけ、引越業務の際に対象家庭で不要となったエアコンを無償で引き取ったが、これらをメーカーに引き渡さず、スクラップ業者に引き渡していた。環境省と経済産業省は同社に対し、こうした行為が家電リサイクル法違反に該当するとして是正勧告した[9]。
- 2011年から同社にパート従業員として勤務していた女性が、上司から「何でいつもへろへろになるまで仕事するの?」など、真面目な勤務態度を繰り返し揶揄されたり、同僚との間で起こったトラブルをネタに「仕事放棄は人としてどうか」「謝罪がなければ帰って結構だ」などと叱責されたりして、同年10月に退職。女性は「パワーハラスメントによって退職を余儀なくされた」などとして大阪地方裁判所に訴訟を提起。2019年7月11日付で同地裁に於いて、同社と上司が和解金を合わせて100万円を支払う条件で和解が成立した。この女性はその後も、同社のCMが流れると苦痛を感じると話している[10]。
- 2014年に大阪市在住の女性が、同市内のマンションへの引越しを同社に依頼した際、桐箪笥を運ぶ際に階段が障害となり搬入できなかったため、同社は倉庫に一時保管していたが、その後2015年に転居する際に、当該の箪笥を紛失していたことが判明。女性はこの件で「誤廃棄の疑いがある」などとして大阪地方裁判所に700万円の損害賠償を求め訴訟を提起。同地裁は2022年5月25日付で「管理が杜撰で、故意に匹敵する重過失があった」などとして、同社に対し170万円の支払いを命じた[11]。
- 2021年5月、不明瞭な給与や過労死ラインを超過する残業、パワハラ、労災隠しなどが常態化しているとして同社20代社員6人が労働組合を発足した[12]。しかし、発足後に社内からの嫌がらせが始まったほか、休業補償を提示額よりも減らすなどした[12]。
- 同社の社員の一人が、406人分の氏名や住所など個人情報を記載した書類（見積書）などを、社内規定に反する形で、一般ゴミとして自宅のゴミ箱に捨てていたことが、2022年5月6日までに明らかになった[13]。
- 2022年6月11日頃、引っ越しの見積りで訪れたさいたま市大宮区の客の家から28万円相当の腕時計を盗んで出張買取業者に売却したとして、2022年10月19日、埼玉県警大宮西署に同社の社員の一人が窃盗の疑いで逮捕された[14][15] [16]。
- 2023年8月、元引越作業員兼ドライバー3名が未払い賃金の支払いなどを求めた訴訟の判決で、原告3名あわせて約950万円・付加金（ペナルティ）約620万円の合計約1570万円の支払いを命じられた[17]。
- 2024年5月、一審判決（2023年8月）を会社側が不服として控訴していたが、控訴審判決でも東京高裁が一審判決を支持し、会社側の控訴を棄却した[18]。また、控訴審判決前の同年4月には、会社側が独自に計算した過去１年分の精算金の支払いと引き換えに、未払い賃金などの請求権を放棄させる文書を社員に対し配布していたことが報じられた[19]。
- 2024年8月、同社が採用している「出来高払い」による賃金制度について、作業件数に応じて手当が支給される建前になっているものの、実際には自身の努力にかかわらす会社側の指示で業務内容が決められており、実際には出来高払いになっていないとした上で、月給制と比べて残業代が低く抑えられているとして、社員ら6人が未払いの残業代などの支払いを求め、大阪地方裁判所に提訴[20]。